# 하동 쌍계사 진감선사탑비
하동 쌍계사 진감선사탑비(河東 雙磎寺 眞鑑禪師塔碑)는 대한민국 경상남도 하동군 화개면 쌍계사에 있는 통일신라 시대의 비석이다. 1962년 12월 20일 대한민국의 국보 제47호로 지정되었다.
신라 정강왕이 진감선사의 높은 도덕과 법력을 앙모하여 대사가 도를 닦은 옥천사를 쌍계사로 고친 뒤 정강왕 2년(887년)에 건립한 것으로 고운 최치원이 비문을 짓고 썼으며 승려 환영(奐榮)이 새겼다. 이 탑비는 고운 최치원의 사산비의 하나로 유명하다. 진감선사는 애장왕 5년(804년)에 입당, 흥덕왕 5년(830년)에 귀국, 쌍계사를 창건하고 역대 왕의 존경을 받다가 문성왕 12년(85) 쌍계사에서 77세로 시적하였다. 비의 높이는 3m 63cm, 탑신의 높이는 2m 2cm, 혹은 1m, 귀부와 이수는 화강암이고 비신은 흑대리석이다. 현재 비신의 우측 상부에 크게 흠락된 부분이 있고 또 균열이 상당히 심하다. 중앙에 높직한 비좌를 마련했는데 4면에는 운문이 있고 상면에는 비신에 맞게 구멍이 뚫어져 있다. 귀두는 짧고 추상적인 동물의 머리로 표현되어 신라 후기의 특징을 보이고 있다. 이수는 양측을 비스듬히 자른 오각형으로 4면에 쟁주하는 용이 있고 전면 중앙에 방형으로 깊이 판 제액이 마련되어 있으며 비문의 자경은 2.3cm, 자수는 2,423자이다.

## 같이 보기
- 쌍계사
- 최치원

## 참고 자료
- 하동 쌍계사 진감선사탑비 - 국가유산청 국가유산포털